# ملاقات (آلبوم)
ملاقات (به انگلیسی: The Visit) نام آلبومی از لورینا مک‌کنیت است که در سال ۱۹۹۱ منتشر شد.

## آهنگ‌ها
- شب تمام ارواح (All Souls Night)
- بنی پرتمور (Bonny Portmore)
- میان سایه‌ها (Between the Shadows)
- خانم موسیر (The Lady of Shalott)
- سبزقبا (Greensleeves)
- تانگو به او را (Tango to Evora)
- لالایی حیاط (Courtyard Lullaby)
- راه‌های قدیمی (The Old Ways)
- سیمبلین (Cymbeline)

## اطلاعات آهنگ‌ها
- قطعهٔ «تانگو به اورا» در فیلم مستند زمان سوخته اثر برد ملی فیلم کانادا استفاده شده‌است. هریس الکسیو، خوانندهٔ یونانی، روی این آهنگ شعر گذاشته است و آن را به نام (به انگلیسی: Nefeli's Tango، به یونانی: Το ταγκό της Νεφέλης) منتشر کرده‌است.
- قطعه «سیمبلین» از شعری در نمایشنامهٔ سیمبلین اثر ویلیام شکسپیر الهام گرفته‌است.

1. ↑  "RIAA certification for "The Visit" Album". The Recording Industry Association of America. June 16, 1997. Retrieved February 20, 2012.